# Distretto di Lisbona
Il distretto di Lisbona (in portoghese Distrito de Lisboa) è un distretto del Portogallo. Appartiene alla provincia tradizionale dell'Estremadura. Confina con i distretti di Leiria a nord, di Santarém a est, di Setúbal a sud e con l'Oceano Atlantico a ovest. La superficie è di 2.761 km² (15º maggior distretto portoghese), la popolazione residente (2001) è di 2.135.992 abitanti. Il capoluogo del distretto è Lisbona.
Il distretto di Lisbona si suddivide in 16 comuni:
- Alenquer
- Amadora
- Arruda dos Vinhos
- Azambuja
- Cadaval
- Cascais
- Lisbona (Lisboa)
- Loures
- Lourinhã
- Mafra
- Odivelas
- Oeiras
- Sintra
- Sobral de Monte Agraço
- Torres Vedras
- Vila Franca de Xira

Fino al 2002 il distretto era interamente compreso nella regione Lisbona e Valle del Tago, di cui costituiva il nucleo principale; era diviso in 2 subregioni, Grande Lisbona e Ovest, con un comune nella Lezíria do Tejo.
Da questa data, la regione Lisbona e Valle del Tago è stata profondamente ridotta e rinominata regione di Lisbona; attualmente, pertanto solo la subregione della Grande Lisbona appartiene alla regione di Lisbona; l'Ovest è passato alla regione Centro, la Lezíria do Tejo all'Alentejo.
I comuni del distretto di Lisbona pertanto appartengono a:
- Alentejo
  - Lezíria do Tejo
    - Azambuja
- Regione Centro
  - Ovest
    - Alenquer
    - Arruda dos Vinhos
    - Cadaval
    - Lourinhã
    - Sobral de Monte Agraço
    - Torres Vedras
- Regione di Lisbona
  - Grande Lisbona
    - Amadora
    - Cascais
    - Lisbona
    - Loures
    - Mafra
    - Odivelas
    - Oeiras
    - Sintra
    - Vila Franca de Xira